# Esgrima nos Jogos Europeus de 2015 - Sabre individual feminino
A competição do sabre individual feminino foi um dos eventos da esgrima nos Jogos Europeus de 2015, em Baku, no Azerbaijão. Foi disputada no Baku Crystal Hall no dia 25 de junho.

## Calendário
Horário de verão do Azerbaijão (UTC+5).
| Data        | Horário | Fase             |
| ----------- | ------- | ---------------- |
| 25 de junho | 11:50   | Primeira fase    |
| 25 de junho | 14:20   | Segunda fase     |
| 25 de junho | 15:30   | Oitavas de final |
| 25 de junho | 16:20   | Quartas de final |
| 25 de junho | 19:00   | Semifinal        |
| 25 de junho | 20:00   | Final            |

## Medalhistas
| Ouro   | POL Angelika Wątor                       |
| Prata  | AZE Sevil Bunyatova                      |
| Bronze | AZE Sevinc Bunyatova FRA Margaux Rifkiss |

## Resultados

### Primeira fase
Os resultados da primeira fase foram os seguintes.

#### Grupo A
| Ent | Esgrimista           | Azerbaijão | França | Itália | Polónia | Ucrânia | Turquia | V | L | V/B   | PM | PS | Diff. | CG | CF |
| --- | -------------------- | ---------- | ------ | ------ | ------- | ------- | ------- | - | - | ----- | -- | -- | ----- | -- | -- |
|     | AZE Sevinc Bunyatova |            | V      | V      | V       | V       | V       | 5 | 5 | 1.000 | 25 | 10 | 15    | 1  | 2  |
|     | FRA Marion Stoltz    | 3          |        | 2      | V       | V       | V       | 3 | 5 | 0.600 | 20 | 16 | 4     | 2  | 13 |
|     | ITA Rebecca Gargano  | 0          | V      |        | V       | 0       | V       | 3 | 5 | 0.600 | 15 | 17 | –2    | 3  | 18 |
|     | POL Martyna Wątora   | 2          | 0      | 4      |         | V       | V       | 2 | 5 | 0.400 | 16 | 20 | –4    | 4  | 27 |
|     | UKR Olha Kharlan     | 3          | 4      | V      | 3       |         | 3       | 1 | 5 | 0.200 | 18 | 20 | –2    | 5  | 29 |
|     | TUR Ilgın Sarban     | 2          | 2      | 1      | 2       | V       |         | 1 | 5 | 0.200 | 12 | 23 | –11   | 6  | 31 |

#### Grupo B
| Ent | Esgrimista              | Grécia | França | Itália | Polónia | Moldávia | Chéquia | V | L | V/B   | PM | PS | Diff. | CG | CF  |
| --- | ----------------------- | ------ | ------ | ------ | ------- | -------- | ------- | - | - | ----- | -- | -- | ----- | -- | --- |
|     | GRE Vassiliki Vougiouka |        | V      | V      | V       | V        | V       | 5 | 5 | 1.000 | 25 | 8  | 17    | 1  | 1   |
|     | FRA Flora Palu          | 1      |        | V      | V       | V        | V       | 4 | 5 | 0.800 | 21 | 13 | 8     | 2  | 5   |
|     | ITA Martina Criscio     | 3      | 4      |        | V       | V        | V       | 3 | 5 | 0.600 | 22 | 13 | 9     | 3  | 10  |
|     | POL Magdalena Pasternak | 1      | 2      | 1      |         | V        | V       | 2 | 5 | 0.400 | 14 | 16 | –2    | 4  | 25  |
|     | MDA Aliona Jelachi      | 1      | 2      | 2      | 1       |          | V       | 1 | 5 | 0.200 | 11 | 24 | –13   | 5  | 33  |
|     | CZE Klára Hanžlíková    | 2      | 0      | 0      | 0       | 4        |         | 0 | 5 | 0.000 | 6  | 25 | –19   | 6  | =35 |

#### Grupo C
| Ent | Esgrimista           | Alemanha | Polónia | Rússia | Ucrânia | França | Geórgia | V | L | V/B   | PM | PS | Diff. | CG | CF |
| --- | -------------------- | -------- | ------- | ------ | ------- | ------ | ------- | - | - | ----- | -- | -- | ----- | -- | -- |
|     | GER Anna Limbach     |          | V       | V      | V       | 3      | V       | 4 | 5 | 0.800 | 23 | 17 | 6     | 1  | 7  |
|     | POL Angelika Wątor   | 3        |         | 3      | V       | V      | V       | 3 | 5 | 0.600 | 21 | 15 | 6     | 2  | 11 |
|     | RUS Yana Obvintseva  | 3        | V       |        | V       | 3      | V       | 3 | 5 | 0.600 | 21 | 18 | 3     | 3  | 14 |
|     | UKR Alina Komashchuk | 3        | 3       | 2      |         | V      | V       | 2 | 5 | 0.400 | 18 | 18 | 0     | 4  | 23 |
|     | FRA Margaux Rifkiss  | V        | 1       | V      | 2       |        | 0       | 2 | 5 | 0.400 | 13 | 21 | –8    | 5  | 28 |
|     | GEO Teodora Kakhiani | 3        | 1       | 3      | 1       | V      |         | 1 | 5 | 0.200 | 13 | 20 | –7    | 6  | 30 |

#### Grupo D
| Ent | Esgrimista                | Ucrânia | Rússia | Azerbaijão | Itália | França | Islândia | V | L | V/B   | PM | PS | Diff. | CG | CF  |
| --- | ------------------------- | ------- | ------ | ---------- | ------ | ------ | -------- | - | - | ----- | -- | -- | ----- | -- | --- |
|     | UKR Olena Kravatska       |         | 2      | V          | V      | V      | V        | 4 | 5 | 0.800 | 22 | 13 | 9     | 1  | 4   |
|     | RUS Mariya Ridel          | V       |        | 4          | 4      | V      | V        | 3 | 5 | 0.600 | 23 | 14 | 9     | 2  | 9   |
|     | AZE Fatima Ibrahimova     | 1       | V      |            | V      | 2      | V        | 3 | 5 | 0.600 | 18 | 16 | 2     | 3  | 15  |
|     | ITA Caterina Navarria     | 3       | V      | 1          |        | V      | V        | 3 | 5 | 0.600 | 19 | 18 | 1     | 4  | 16  |
|     | FRA Sara Balzer           | 3       | 1      | V          | 3      |        | V        | 2 | 5 | 0.400 | 17 | 19 | –2    | 5  | 24  |
|     | ISL Þorbjörg Ágústsdóttir | 1       | 1      | 1          | 1      | 2      |          | 0 | 5 | 0.000 | 6  | 25 | –19   | 6  | =35 |

#### Grupo E
| Ent | Esgrimista          | Azerbaijão | Espanha | Rússia | Bielorrússia | Itália | Polónia | V | L | V/B   | PM | PS | Diff. | CG | CF |
| --- | ------------------- | ---------- | ------- | ------ | ------------ | ------ | ------- | - | - | ----- | -- | -- | ----- | -- | -- |
|     | AZE Sabina Mikina   |            | V       | V      | V            | V      | V       | 5 | 5 | 1.000 | 25 | 12 | 13    | 1  | 3  |
|     | ESP Laia Vila       | 1          |         | V      | 2            | V      | V       | 3 | 5 | 0.600 | 18 | 17 | 1     | 2  | 17 |
|     | RUS Tatiana Sukhova | 2          | 2       |        | V            | 4      | V       | 2 | 5 | 0.400 | 18 | 17 | 1     | 3  | 20 |
|     | BLR Darya Andreyeva | 3          | V       | 2      |              | 4      | V       | 2 | 5 | 0.400 | 19 | 19 | 0     | 4  | 22 |
|     | ITA Sofia Ciaraglia | 4          | 4       | V      | V            |        | 2       | 2 | 5 | 0.400 | 20 | 23 | –3    | 5  | 26 |
|     | POL Karolina Kaleta | 2          | 1       | 0      | 2            | V      |         | 1 | 5 | 0.200 | 10 | 22 | –12   | 6  | 32 |

#### Grupo F
| Ent | Esgrimista             | Reino Unido | Azerbaijão | Rússia | Roménia | Ucrânia | Bélgica | V | L | V/B   | PM | PS | Diff. | CG | CF |
| --- | ---------------------- | ----------- | ---------- | ------ | ------- | ------- | ------- | - | - | ----- | -- | -- | ----- | -- | -- |
|     | GBR Aliya Itzkowitz    |             | 3          | V      | V       | V       | V       | 4 | 5 | 0.800 | 23 | 16 | 7     | 1  | 6  |
|     | AZE Sevil Bunyatova    | V           |            | V      | 1       | V       | V       | 4 | 5 | 0.800 | 21 | 19 | 2     | 2  | 8  |
|     | RUS Viktoriya Kovaleva | 3           | 4          |        | V       | V       | V       | 3 | 5 | 0.600 | 22 | 17 | 5     | 3  | 12 |
|     | ROU Bianca Pascu       | 4           | V          | 2      |         | 3       | V       | 2 | 5 | 0.400 | 19 | 18 | 1     | 4  | 19 |
|     | UKR Olha Zhovnir       | 2           | 4          | 4      | V       |         | V       | 2 | 5 | 0.400 | 20 | 20 | 0     | 5  | 21 |
|     | BEL Alexandra Gevaert  | 2           | 3          | 1      | 2       | 2       |         | 0 | 5 | 0.000 | 10 | 25 | –15   | 6  | 34 |

### Fase final
Os resultados finais se deram da seguinte maneira.

#### Final
|  | Final |                     |    |
|  |       |                     |    |
|  | 8     | AZE Sevil Bunyatova | 14 |
|  | 11    | POL Angelika Wątor  | 15 |

#### Metade superior
|  | Segunda fase | Segunda fase            | Segunda fase |  |  | Oitavas de final | Oitavas de final        | Oitavas de final    |    |    | Quartas de fnal         | Quartas de fnal     | Quartas de fnal |  |  | Semifinal | Semifinal | Semifinal |
|  |              |                         |              |  |  |                  |                         |                     |    |    |                         |                     |                 |  |  |           |           |           |
|  |              |                         |              |  |  |                  |                         |                     |    |    |                         |                     |                 |  |  |           |           |           |
|  |              |                         |              |  |  | 1                | GRE Vassiliki Vougiouka | 15                  |    |    |                         |                     |                 |  |  |           |           |           |
|  | 17           | ESP Laia Vila           | 15           |  |  | 17               | ESP Laia Vila           | 8                   |    |    |                         |                     |                 |  |  |           |           |           |
|  | 16           | ITA Caterina Navarria   | 11           |  |  |                  |                         |                     |    | 1  | GRE Vassiliki Vougiouka | 12                  |                 |  |  |           |           |           |
|  | 9            | RUS Mariya Ridel        | 15           |  |  |                  | 8                       | AZE Sevil Bunyatova | 15 |    |                         |                     |                 |  |  |           |           |           |
|  | 24           | FRA Sara Balzer         | 10           |  |  | 9                | RUS Mariya Ridel        | 9                   |    |    |                         |                     |                 |  |  |           |           |           |
|  | 25           | POL Magdalena Pasternak | 4            |  |  | 8                | AZE Sevil Bunyatova     | 15                  |    |    |                         |                     |                 |  |  |           |           |           |
|  | 8            | AZE Sevil Bunyatova     | 15           |  |  |                  |                         |                     |    |    | 8                       | AZE Sevil Bunyatova | 15              |  |  |           |           |           |
|  | 5            | FRA Flora Palu          | 12           |  |  |                  | 28                      | FRA Margaux Rifkiss | 9  |    |                         |                     |                 |  |  |           |           |           |
|  | 28           | FRA Margaux Rifkiss     | 15           |  |  | 28               | FRA Margaux Rifkiss     | 15                  |    |    |                         |                     |                 |  |  |           |           |           |
|  | 21           | UKR Olha Zhovnir        | 15           |  |  | 21               | UKR Olha Zhovnir        | 12                  |    |    |                         |                     |                 |  |  |           |           |           |
|  | 12           | RUS Viktoriya Kovaleva  | 14           |  |  |                  |                         |                     |    | 28 | FRA Margaux Rifkiss     | 15                  |                 |  |  |           |           |           |
|  | 13           | FRA Marion Stoltz       | 14           |  |  |                  | 4                       | UKR Olena Kravatska | 10 |    |                         |                     |                 |  |  |           |           |           |
|  | 20           | RUS Tatiana Sukhova     | 15           |  |  | 20               | RUS Tatiana Sukhova     | 13                  |    |    |                         |                     |                 |  |  |           |           |           |
|  |              |                         |              |  |  | 4                | UKR Olena Kravatska     | 15                  |    |    |                         |                     |                 |  |  |           |           |           |
|  |              |                         |              |  |  |                  |                         |                     |    |    |                         |                     |                 |  |  |           |           |           |

#### Metade inferior
|  | Segunda fase | Segunda fase          | Segunda fase |  |  | Oitavas de final | Oitavas de final     | Oitavas de final     |    |    | Quartas de fnal      | Quartas de fnal    | Quartas de fnal |  |  | Semifinal | Semifinal | Semifinal |
|  |              |                       |              |  |  |                  |                      |                      |    |    |                      |                    |                 |  |  |           |           |           |
|  |              |                       |              |  |  |                  |                      |                      |    |    |                      |                    |                 |  |  |           |           |           |
|  |              |                       |              |  |  | 3                | AZE Sabina Mikina    | 13                   |    |    |                      |                    |                 |  |  |           |           |           |
|  | 19           | ROU Bianca Pascu      | 11           |  |  | 14               | RUS Yana Obvintseva  | 15                   |    |    |                      |                    |                 |  |  |           |           |           |
|  | 14           | RUS Yana Obvintseva   | 15           |  |  |                  |                      |                      |    | 14 | RUS Yana Obvintseva  | 10                 |                 |  |  |           |           |           |
|  | 11           | POL Angelika Wątor    | 15           |  |  |                  | 11                   | POL Angelika Wątor   | 15 |    |                      |                    |                 |  |  |           |           |           |
|  | 22           | BLR Darya Andreyeva   | 9            |  |  | 11               | POL Angelika Wątor   | 15                   |    |    |                      |                    |                 |  |  |           |           |           |
|  | 27           | POL Martyna Wątora    | 15           |  |  | 27               | POL Martyna Wątora   | 7                    |    |    |                      |                    |                 |  |  |           |           |           |
|  | 6            | GBR Aliya Itzkowitz   | 12           |  |  |                  |                      |                      |    |    | 11                   | POL Angelika Wątor | 15              |  |  |           |           |           |
|  | 7            | GER Anna Limbach      | 15           |  |  |                  | 2                    | AZE Sevinc Bunyatova | 11 |    |                      |                    |                 |  |  |           |           |           |
|  | 26           | ITA Sofia Ciaraglia   | 11           |  |  | 7                | GER Anna Limbach     | 8                    |    |    |                      |                    |                 |  |  |           |           |           |
|  | 23           | UKR Alina Komashchuk  | 15           |  |  | 23               | UKR Alina Komashchuk | 15                   |    |    |                      |                    |                 |  |  |           |           |           |
|  | 10           | ITA Martina Criscio   | 7            |  |  |                  |                      |                      |    | 23 | UKR Alina Komashchuk | 11                 |                 |  |  |           |           |           |
|  | 15           | AZE Fatima Ibrahimova | 7            |  |  |                  | 2                    | AZE Sevinc Bunyatova | 15 |    |                      |                    |                 |  |  |           |           |           |
|  | 18           | ITA Rebecca Gargano   | 15           |  |  | 18               | ITA Rebecca Gargano  | 7                    |    |    |                      |                    |                 |  |  |           |           |           |
|  |              |                       |              |  |  | 2                | AZE Sevinc Bunyatova | 15                   |    |    |                      |                    |                 |  |  |           |           |           |
|  |              |                       |              |  |  |                  |                      |                      |    |    |                      |                    |                 |  |  |           |           |           |